# Rhyacophila ngulpa
Rhyacophila ngulpa är en nattsländeart som beskrevs av Schmid 1970. Rhyacophila ngulpa ingår i släktet Rhyacophila och familjen rovnattsländor. Inga underarter finns listade i Catalogue of Life.